# Unterwildenstein
Die Burg Unterwildenstein ist eine hochmittelalterliche Burgruine freiadliger Zuordnung nördlich der Gemeinde Leibertingen im baden-württembergischen Landkreis Sigmaringen in Deutschland.
Sie gehört zu vier Burgen, die lange vor der Burg Wildenstein entstanden sind.

## Geographische Lage
Die Ruine der Felsenburg liegt nordöstlich der Ruine Altwildenstein unweit des so genannten „Ritterweges“ auf einer isolierten Felsrippe auf einer Höhe von 730 m ü. NHN in Talhanglage. Der Fels weist im Südwesten eine Rinne auf und fällt zur Nordostseite steil ab.

## Geschichte
Die vermutlich aus dem 12. Jahrhundert stammende Unterwildenstein kann nicht eindeutig als eigenständige Anlage oder zur oberhalb liegenden Burg Altwildenstein gehörend bestimmt werden, da Urkunden hierzu fehlen. Lediglich Mauerreste weisen auf die auf einer Felsrippe liegende Ruine hin, die mit der Besonderheit einer etwa zehn Meter in den Burgfelsen hineinreichenden Höhle aufwartet.

## Beschreibung
Von der Unterwildenstein erhielten sich Mauerreste an der Talseite des Felsens. Eine Felsrinne vor dem Burgplatz war vermauert.